# João Pimenta de Abreu
João Pimenta de Abreu (Ponte da Barca, ? — Ponta Delgada, 28 de Dezembro de 1632) foi o 12.º bispo de Angra, tendo governado a diocese açoriana de 1626 a 1632.

## Biografia
D. João Pimenta de Abreu nasceu em Ponte da Barca, na então Província do Minho, filho de Salvador de Barros de Abreu e de sua mulher Isabel Pimenta Fernandes, pessoas nobres aparentadas com os Senhores de Regalados. Doutorou-se em Teologia pela Faculdade de Teologia da Universidade de Coimbra, tendo sido cónego magistral das sés de Lamego, Braga e Coimbra. Foi também chantre da Sé de Coimbra.
Em 1617 foi feito deputado do Santo Ofício. Foi sagrado bispo de Angra a 2 de Janeiro de 1626, tomando de imediato posse da diocese por procuração mas escolheu não partir de imediato para os Açores. Em consequência, nomeou uma Junta Governativa, composta de três dignidades do Cabido de Angra, para a governar em seu nome. Apenas entrou oficialmente em Angra no dia 9 de Abril de 1627.
Francisco Ferreira Drummond, nos seus Anais da Ilha Terceira, acusa este bispo de ser amigo por extremo de lhe darem cousas de valor, não porque trocasse por ofertas a justiça, mas por não ter génio de rejeitar o que se lhe dava. Essa característica valeu-lhe censuras e a fama de ambicioso.
Obteve do rei, por alvará, o privilégio de mandar recolher nas cadeias civis os réus condenados a prisão pelo tribunal eclesiástico e determinou, ao que parece por sugestão do visitador Padre-Mestre Fr. Frutuoso Pereira, da Ordem de São Bento, que fossem nomeados nas paróquias olheiros, pessoas que deviam anotar quem faltava às missas. Proibiu que nas procissões os homens fossem junto das mulheres.
Faleceu em Ponta Delgada a 28 de Dezembro de 1632, durante uma visita pastoral à ilha de São Miguel. Está sepultado na Igreja Matriz de Ponta Delgada.